# 20. juli-attentatet
20. juli-attentatet er betegnelsen for attentatet mod Adolf Hitler 20. juli 1944. Det blev forsøgt af oberst Claus von Stauffenberg i førerhovedkvarteret Ulveskansen i Rastenburg i Østpreussen.
To gange tidligere havde Stauffenberg undladt at gennemføre attentatet, fordi Hermann Göring og Heinrich Himmler ikke var til stede.
Men den 20. juli anbragte Stauffenberg en mappe med en bombe ikke langt fra Hitlers fødder. En anden officer, som mappen generede, flyttede den om bag konferencebordets svære ben, og da bomben detonerede mindskedes virkningen af bordbenet og den tykke bordplade samt af barakkens spinkle konstruktion.
Fire officerer blev dræbt og tyve andre såret, mens Hitler slap med nogle knubs. Hans storhedsvanvid voksede, og han følte sig frelst af forsynet for at redde Tyskland.
Bag Stauffenberg stod en sammenslutning af officerer, embedsmænd og politikere.
Der havde været andre attentatforsøg, og der fandtes anden modstand i Tyskland, men oftest uden en sammenhængende modstandsbevægelse.
For at gennemføre et coup d’etat var der brug for en gruppe indflydelsesrige personer, som modstanden kunne samle sig omkring og et samspil med de væbnede styrker og forberedelse af civil og militær administration. I Tyskland var de væbnede styrker den eneste større bevæbnede magt, der var relativt uafhængig af partiet, og som ville kunne vælte Hitler.
Men de væbnede styrker havde aflagt troskabsed til Hitler personligt og til Riget. Den ed betød, at modstandere af Hitler blev forrædere i dobbelt forstand.

## Deltagere i 20. juli-opstanden
En tidlig organisator var admiral Wilhelm Canaris, der i 1935 var udnævnt til chef for den militære efterretningstjeneste Abwehr. Stærkt støttet af sin næstkommanderende, general Hans Oster, gjorde Canaris en del af sin organisation – Zentralamt, Afdeling Z, til et center for afvigelse. Omkring Canaris og Oster samledes efterhånden den kreds, der stod bag attentatet den 20. juli 1944.
General Ludwig Beck var chef for hærens generalstab fra 1933 til 1938, da han efter skandalerne med Werner von Blomberg og Werner Freiherr von Fritsch søgte at organisere en modstand mod Hitlers krigsplaner, og derfor måtte tage sin afsked. Derefter engagerede han sig stærkt i modstanden sammen med Leipzigs borgmester Carl Friedrich Goerdeler.
Fra diplomatiet kom Ulrich von Hassell, Tysklands ambassadør i Rom, og svigersøn til storadmiral von Tirpitz. Han deltog i forhandlingerne i 1936 om en Rom–Berlin akse og så denne som endnu et skridt hen mod krig i Europa. Kort efter at Ribbentrop i 1938 blev Hitlers udenrigsminister, blev von Hassell afskediget.
Blandt de involverede var også professor i økonomi Jens Peter Jessen, født og opvokset i Stoltelund uden for Tinglev i Sønderjylland; men bosat i Berlin, hvor han og familien iblandt fik besøg af Stauffenberg. 11. oktober 1944 blev Jessen hentet fra sit hjem i Limonenstrasse 26. Han blev efterfølgende dømt til døden og hængt 30. november. Der er skrevet en biografi om Jessen.

## Efterspil
I den tro, at Hitler var død, fløj grev Stauffenberg og løjtnant Werner von Haeften til Berlin for at møde de sammensvorne i krigsministeriet i Bendlerblock-bygningen. General Friedrich Olbricht havde hørt radiomeldinger om attentatet, og at Hitler var i live, og iværksatte derfor ikke Operation Valkyrie straks efter likvideringsforsøget, selv om Stauffenberg havde rapporteret, at Hitler var død. Dermed kunne operationen først startes fire timer senere, ved Stauffenbergs ankomst. Det var en alvorlig fejl ved planen at Stauffenberg både skulle udføre attentatet og lede aktionen fra Berlin. Meldingen om, at Hitler stadig var i live, lammede de sammensvorne, når de i stedet burde have handlet som om han var død. Først ved Stauffenbergs ankomst til Berlin gik Valkyrie-ordren ud, men da var kontraordrer allerede udsendt, og chancen forspildt. Kun i Wien og Paris blev magtovertagelsen gennemført. Andre steder nølede man med at arrestere SS- og partifolk, hvad der viser, hvor nazifiseret hæren efterhånden var blevet.
Den 21. juli kl. 1 om natten blev grev Stauffenberg, løjtnant Haeften, general Friedrich Olbricht og oberst Albrecht Mertz von Quirnheim efter ordre fra general Friedrich Fromm henrettet ved skydning efter en hastigt gennemført krigsret. Yderligere 5.000 blev anholdt af Gestapo og de 200 henrettet. Generalfeltmarskal Erwin Rommel blev mistænkt for at have støttet kupmagerne og fik valget mellem krigsret og selvmord. Han valgte selvmordet for at redde sin familie, og blev begravet under store hædersbevisninger.